# Антонівці (Кременецький район)

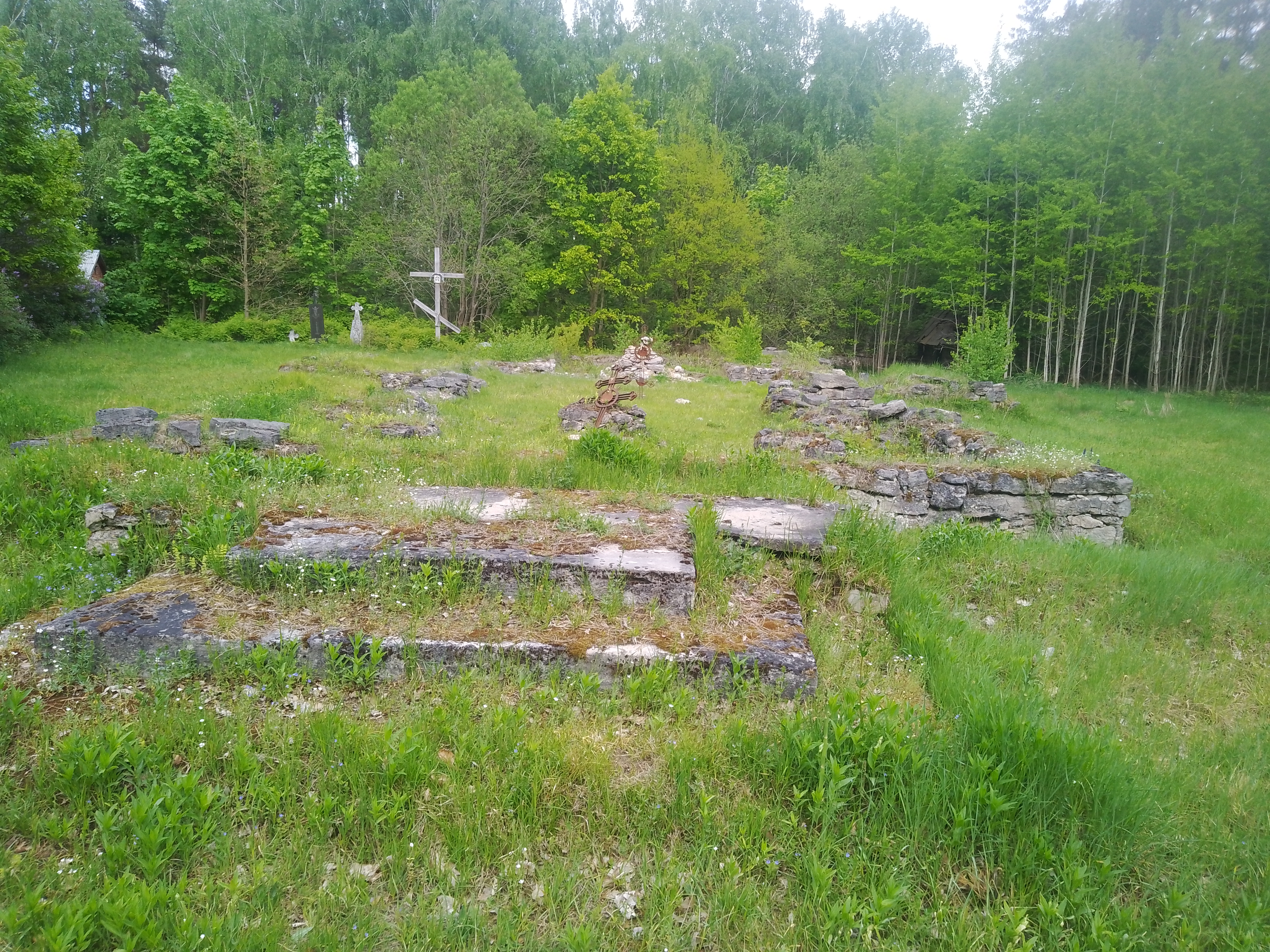
Руїни церкви в Антонівцях

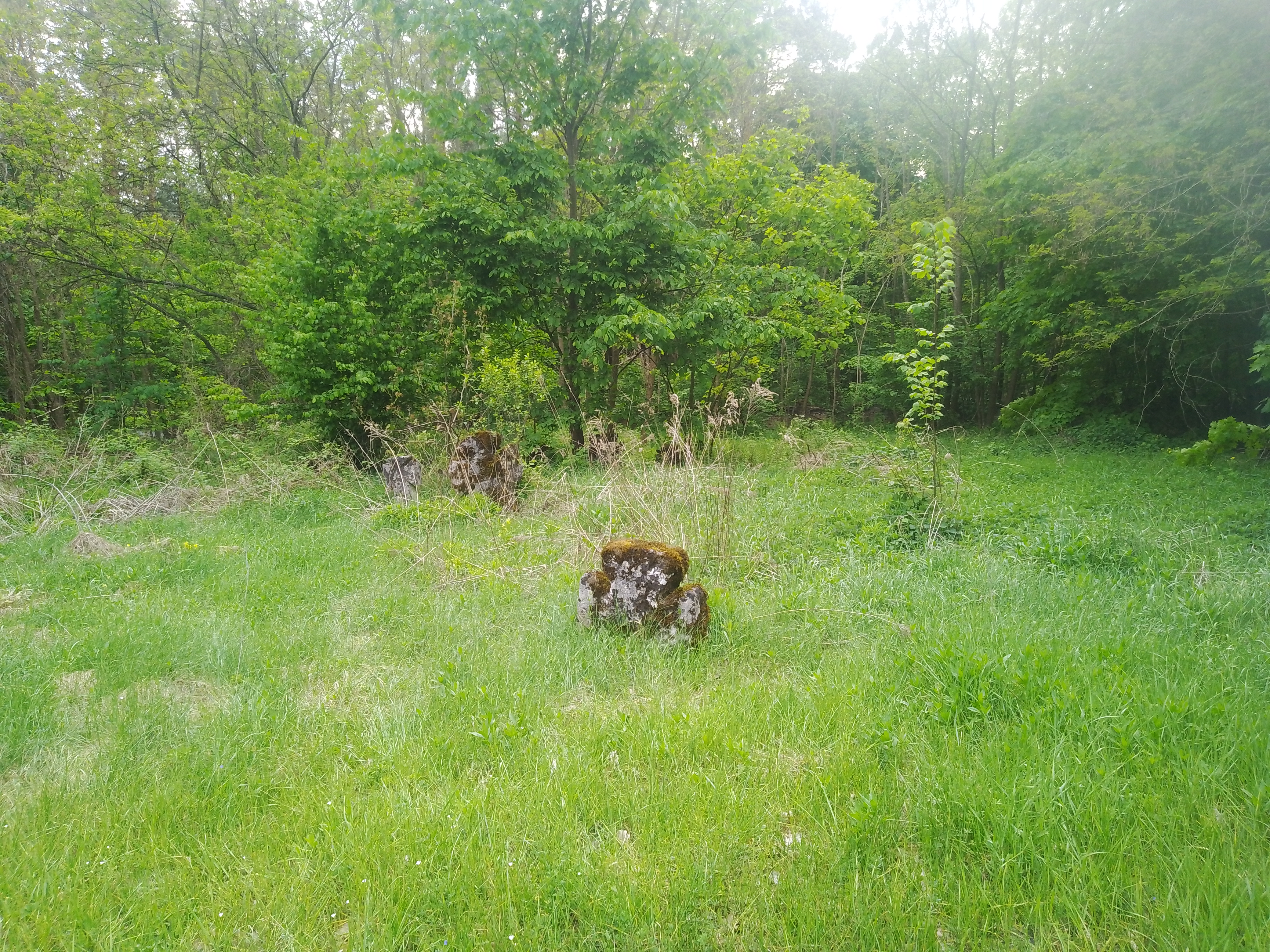
Залишки цвинтаря в Антонівцях

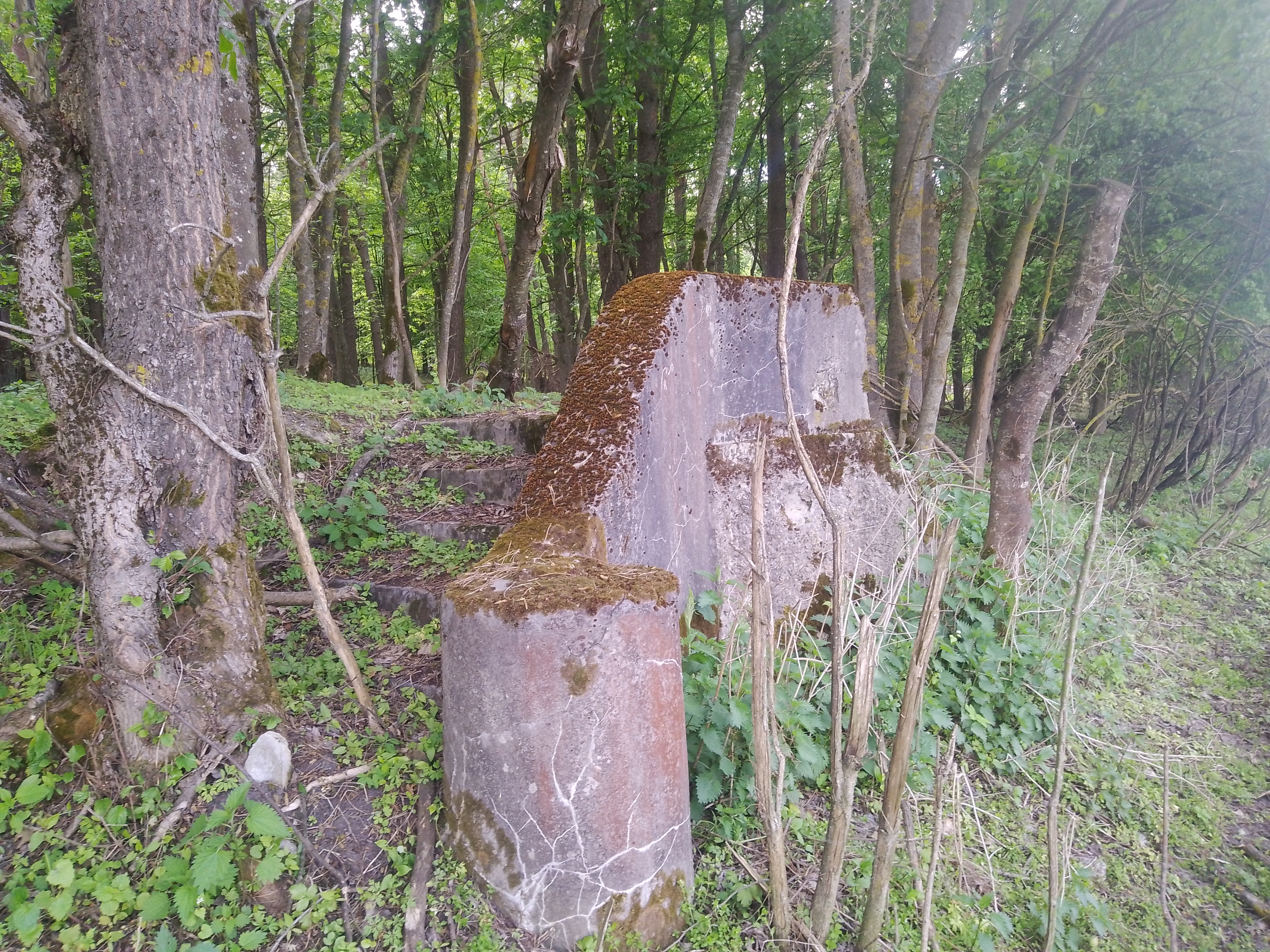
Залишки сходів до колишньої школи в Антонівцях

Анто́нівці — село в Україні, у Шумській міській громаді Кременецького району Тернопільської області. Розташоване на річці Ілавка, на півночі району. Населення — 11 особи (2016).
Поблизу села розташована ботанічна пам'ятка місцевого значення — Антонівецький сосняк.

## Історія
Археологічні дослідження та документальні дані дають підставу стверджувати що в VII-VI ст. до н.е. поблизу Антоновець знаходився найбільший городищенський центр, який зростав і розвивався. В ХІІ-ХІІІ ст. став великим поселенням із широкими торговими зв’язками, поселення було розміщене на перетині Волинсько-Київського кордону та торгового шляху із західної Європи в Київ. На околицях села зустрічаються знахідки з періоду неоліту та палеоліту.
Біля Антонівців тривають розкопки давньоруського городища Уніас IX-XIII ст. (досліджував Олег Гаврилюк; див. Уніас-городище), виявлено археологічні пам'ятки ранньозалізної доби.
Перша писемна згадка — 1545 року в люстації Кременецького замку. Назва походить від імені Антон.
У XVI ст. Антонівці належали князю М. Четвертинському, згодом відійшли до князів Збаразьких, пізніше — до Вишневецьких. Селяни займалися рільництвом, гончарством і бондарством.
В 1795 році в селі була збудована церква на місці старої. Це був храм заввишки тридцять один метр – унікальна пам’ятка дерев’яного козацького бароко. До кінця ХІХ ст. в Антонівцях діяли поштова станція гужового тракту, скляна гута, фільварок, потужний млин. Село було одним з найбільших населених пунктів краю.
1 жовтня 1933 року утворено ґміну Угорськ Кременецького повіту і село включено до неї.
У березні 1943 року в прилеглому до Антоновець урочищі Дігтярня розташовувався табір Воєнної Округи УПА «Волинь-Південь» «Антонівецька республіка» стала одним з символів нескореної України, боротьби повстанської армії з фашистськими загарбниками. В  селі Антонівці у конторі водяного млина знаходилась група пропагандистів і журналістів УПА, друкувалась газета «Повстанець», діяв невеличкий м’ясокомбінат для забезпечення харчування вояків. Коли активність українського підпілля перемістилась з північної Шумщини на схід, південь району, Антонівці і далі залишалися центром національно-визвольного руху.
З 21 по 25 квітня 1944 року неподалік від села проходив Бій під Гурбами між загонами УПА та військами НКВС.
 50-ті роки ХХ ст. стали трагічними для села Антонівці. За  участь в національно-визвольному русі його жителів розпочалась акція «добровільного переселення» антонівчан до східних областей України, ініційована Тернопільським обкомом партії. Добровільні засади «переселення» обернулися для Антоновець насиллям, примусівкою, жорстокими діями влади.
Восени 1946-го року 177 родин вивезли в село Роздол та село Привітне Запорізької області, інші розселили на Шумщині та Лановеччині. 2 липня 1952 року Указом Президії Верховної Ради УРСР була ліквідована Антонівецька сільська рада.
29 квітня 1990 року підписана постанова Президії Верховної Ради Української РСР про відновлення села Антонівці. 21 вересня 1990 року в Антонівцях пройшли урочини з нагоди 445 річчя першої писемної згадки про село. Богослужіння були відправлені у храмі Святої Трійці на Даниловій горі та на місці спаленої антонівецької церкви. Був відкритий пам’ятний камінь, на якому був напис: «Тут до 1952 року було село».
Між селами Смига Рівненської області та Антонівці щороку проходить наймасовіша в Україні спортивно-патріотична теренова гра Гурби-Антонівці.
12 червня 2020 року, відповідно до розпорядження Кабінету Міністрів України № 724-р «Про визначення адміністративних центрів та затвердження територій територіальних громад Тернопільської області» увійшло до складу Шумської міської громади.
19 липня 2020 року, в результаті адміністративно-територіальної реформи та ліквідації Шумського району, село увійшло до складу Кременецького району.

## Пам'ятки
- Відкрито меморіальний комплекс-музей «Табір УПА» (1992)
- повстанський цвинтар.

## Цікаві факти
Через село проходить велосипедний маршрут №4 «Шляхами південного краю Волині» Національного парку "Кременецькі гори". Протяжність маршруту – 90 км.

## Цвинтар

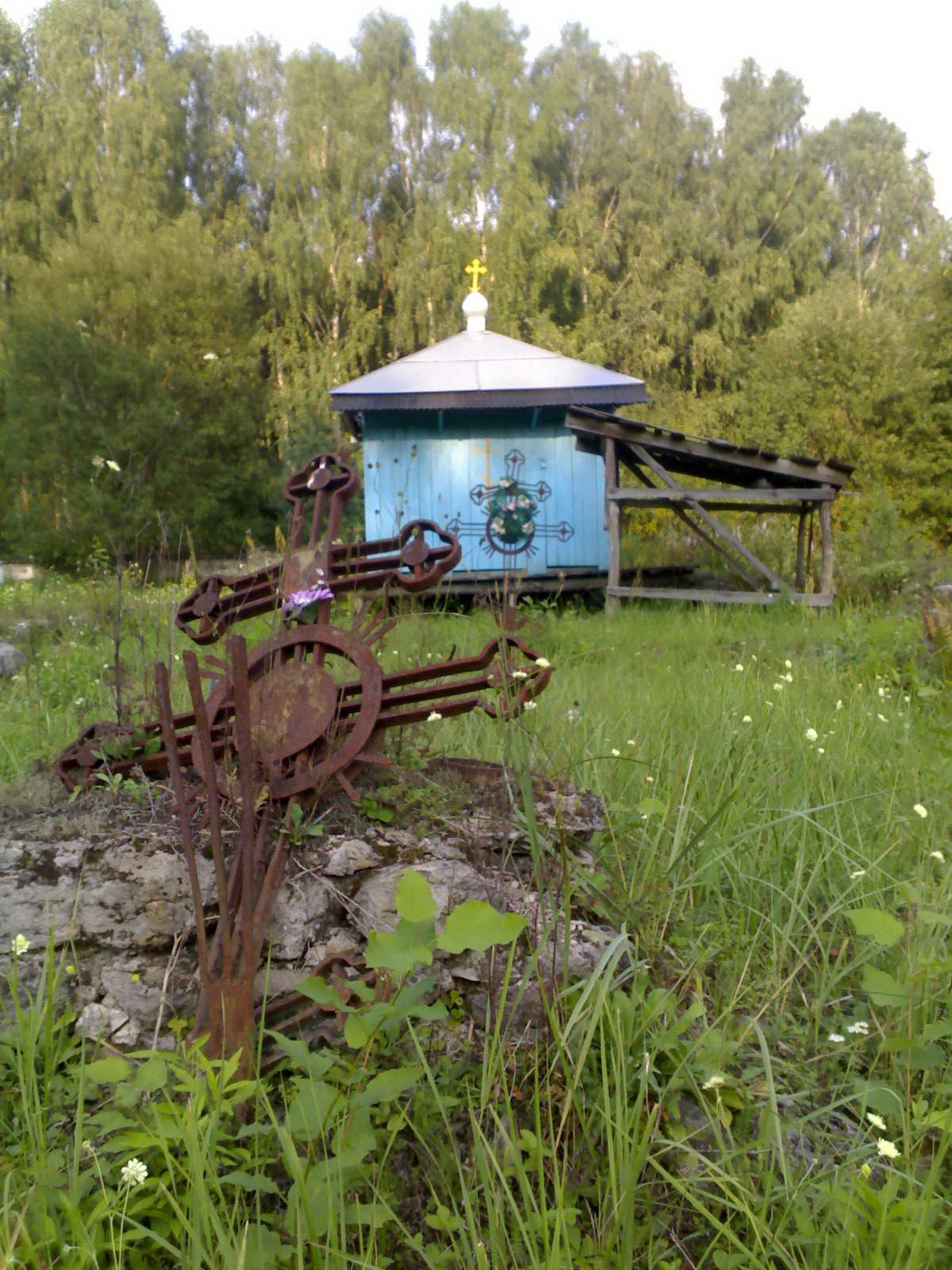
Капличка на цвинтарі.
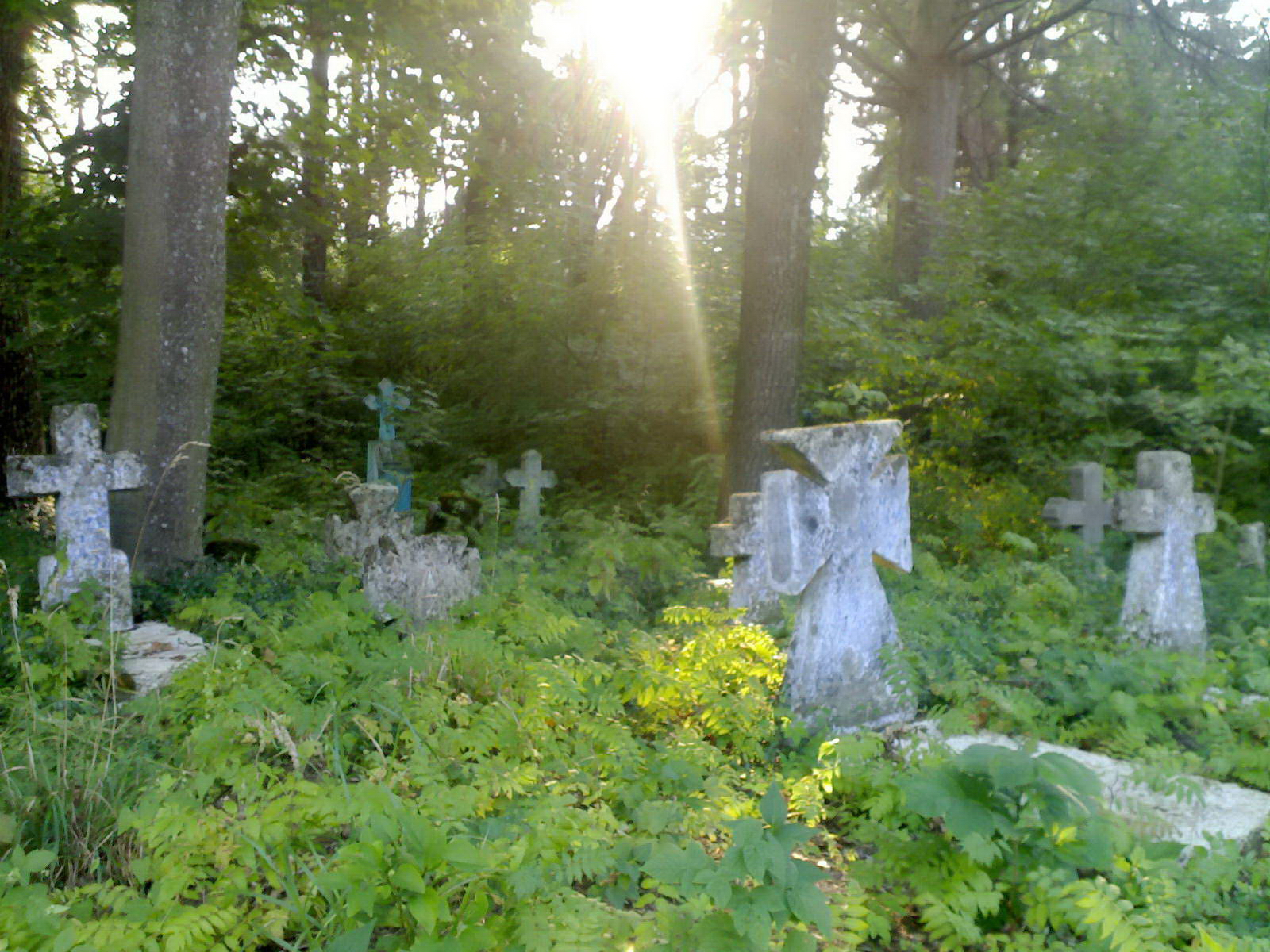
Закинутий цвинтар.
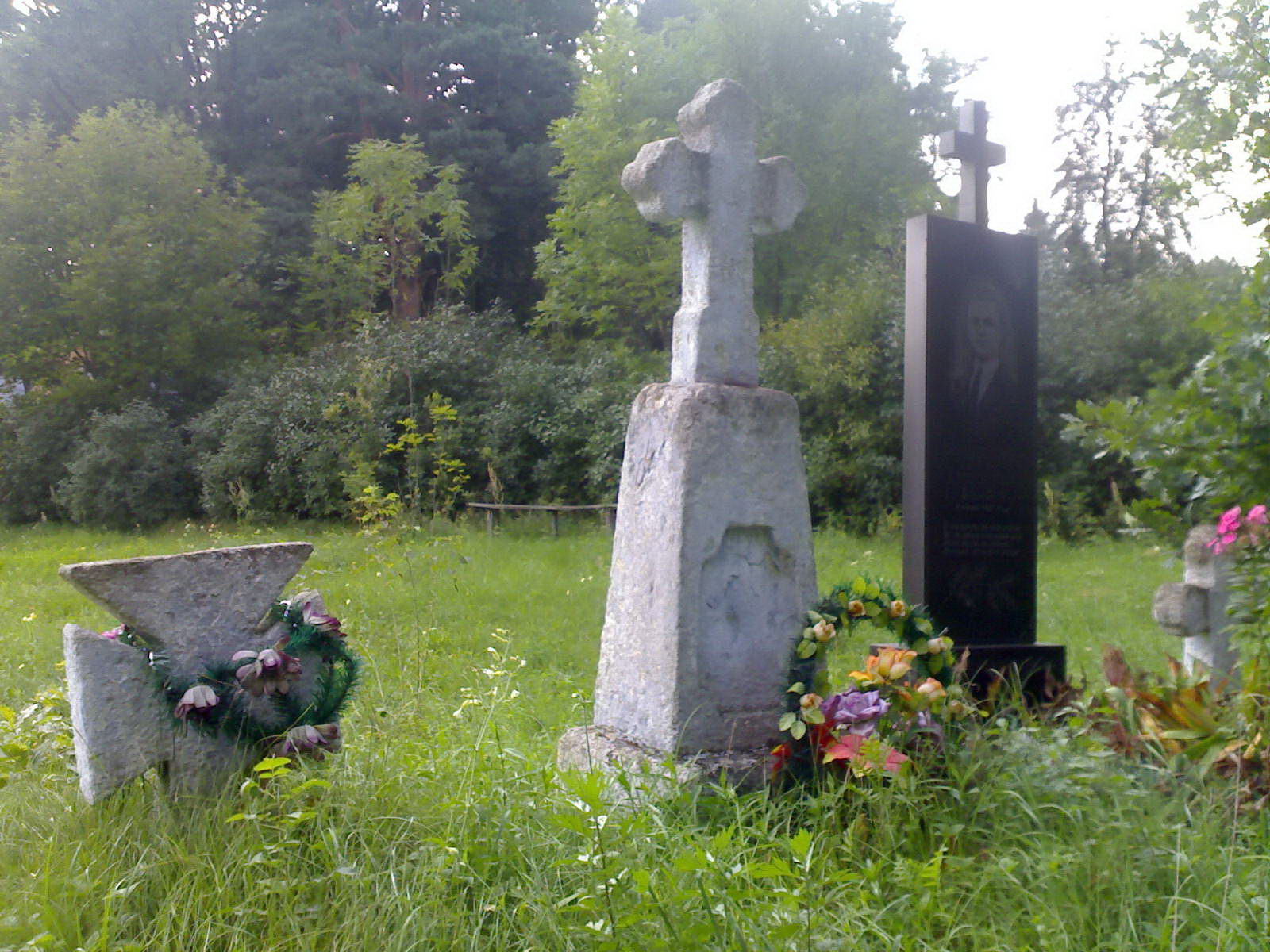
Цвинтар.

## Населення

### Мова
Розподіл населення за рідною мовою за даними перепису 2001 року:
| Мова       | Кількість | Відсоток |
| ---------- | --------- | -------- |
| українська | 25        | 100%     |

## Відомі люди
- У селі народився історик і літератор Скорубський Максим (1915—1981).
- Про село написав поему [Архівовано 4 березня 2016 у Wayback Machine.] Георгій Петрук-Попик.
- Є відомості, що тут народився князь Юрій Збаразький.[11]

## Галерея

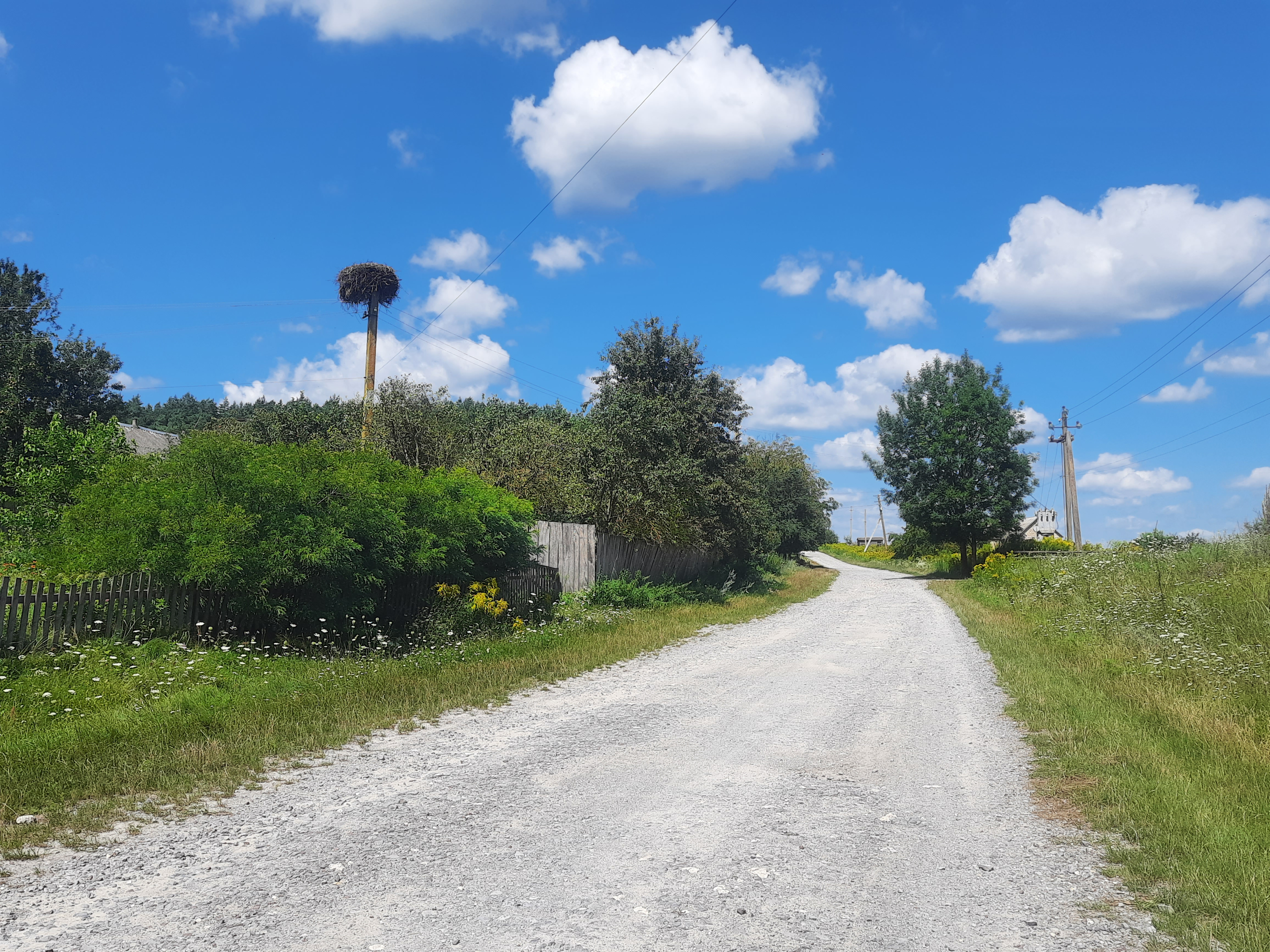
В'їзд у село
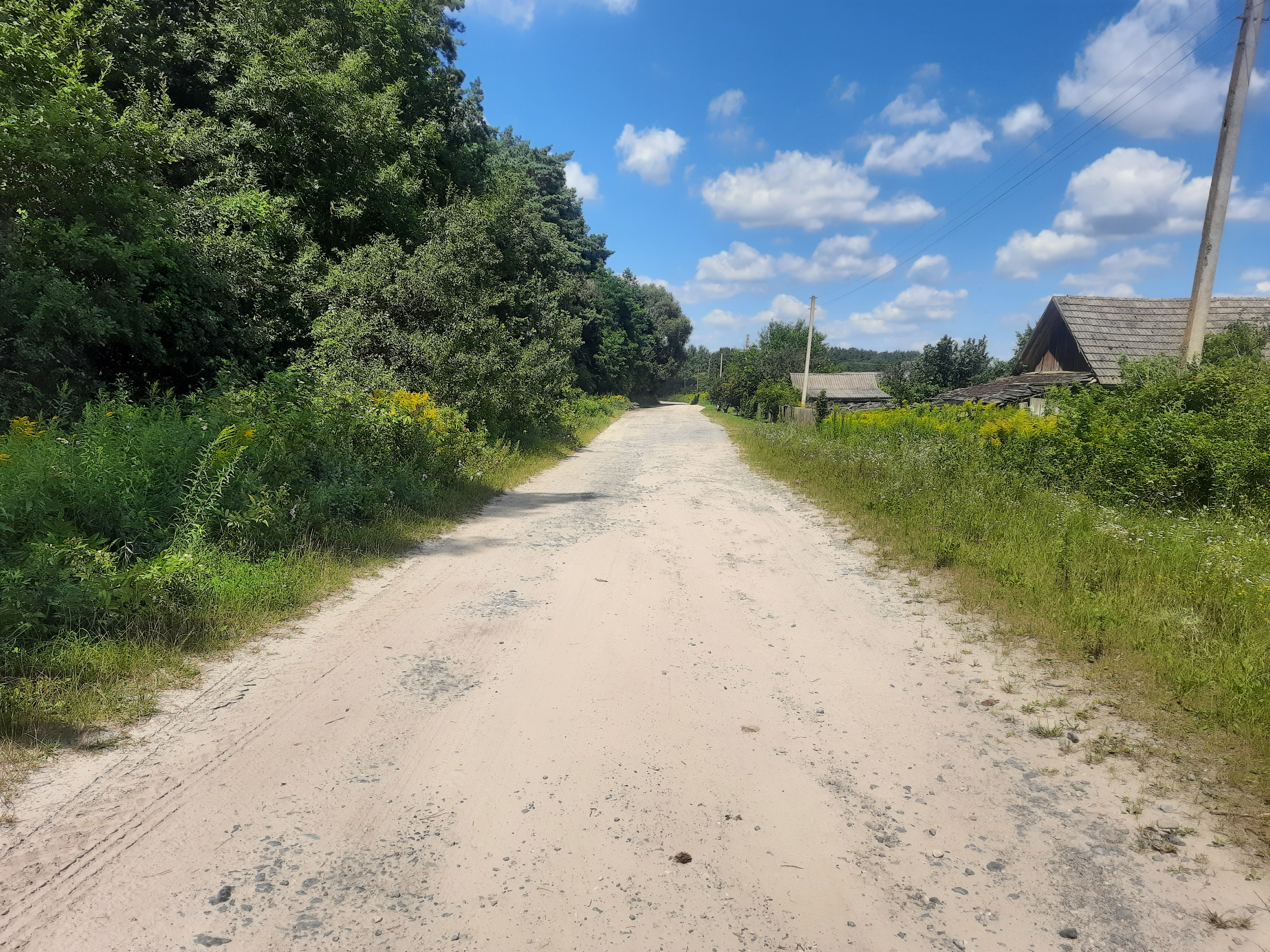
Сільська вулиця
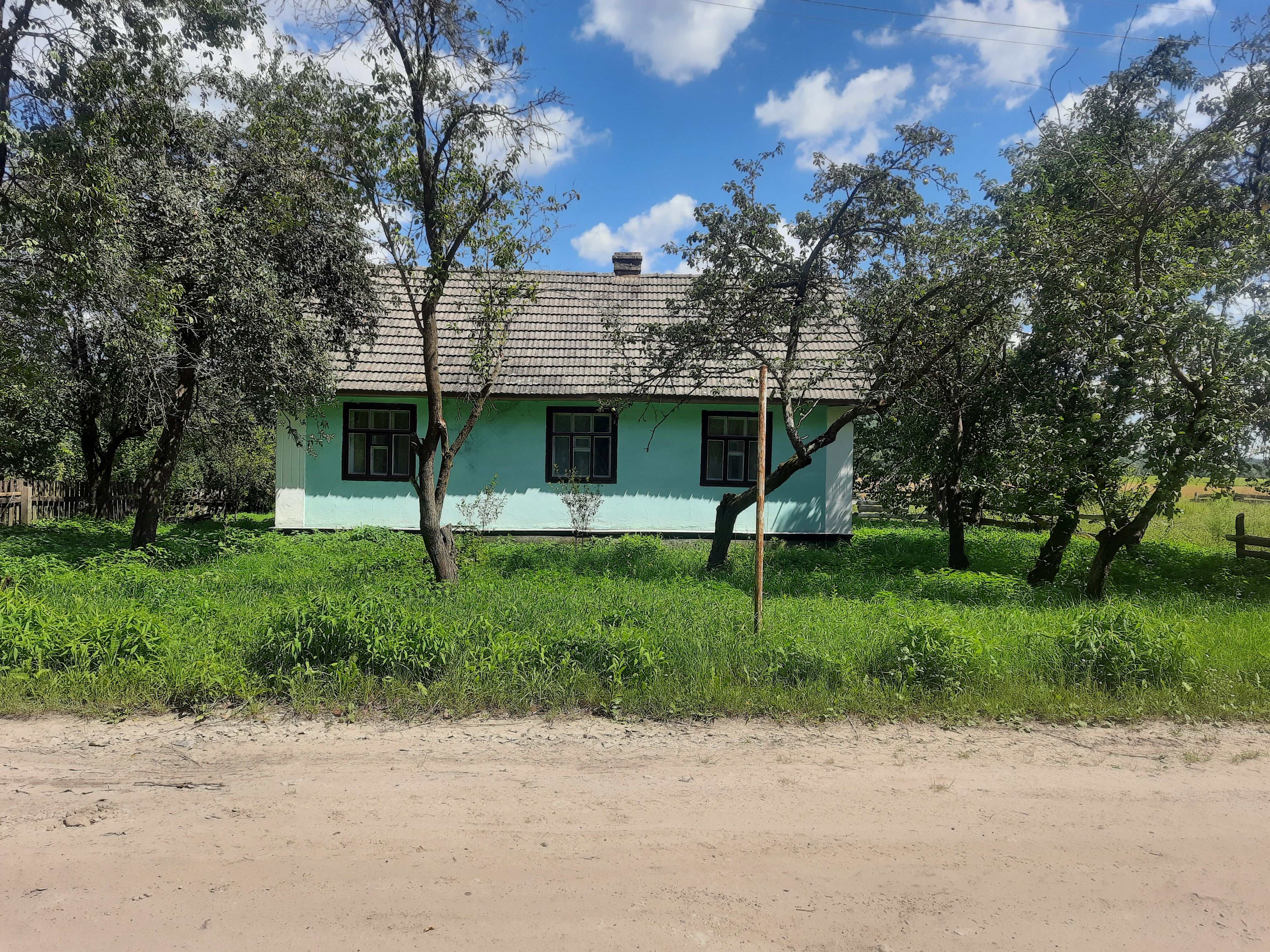
Сільська хата
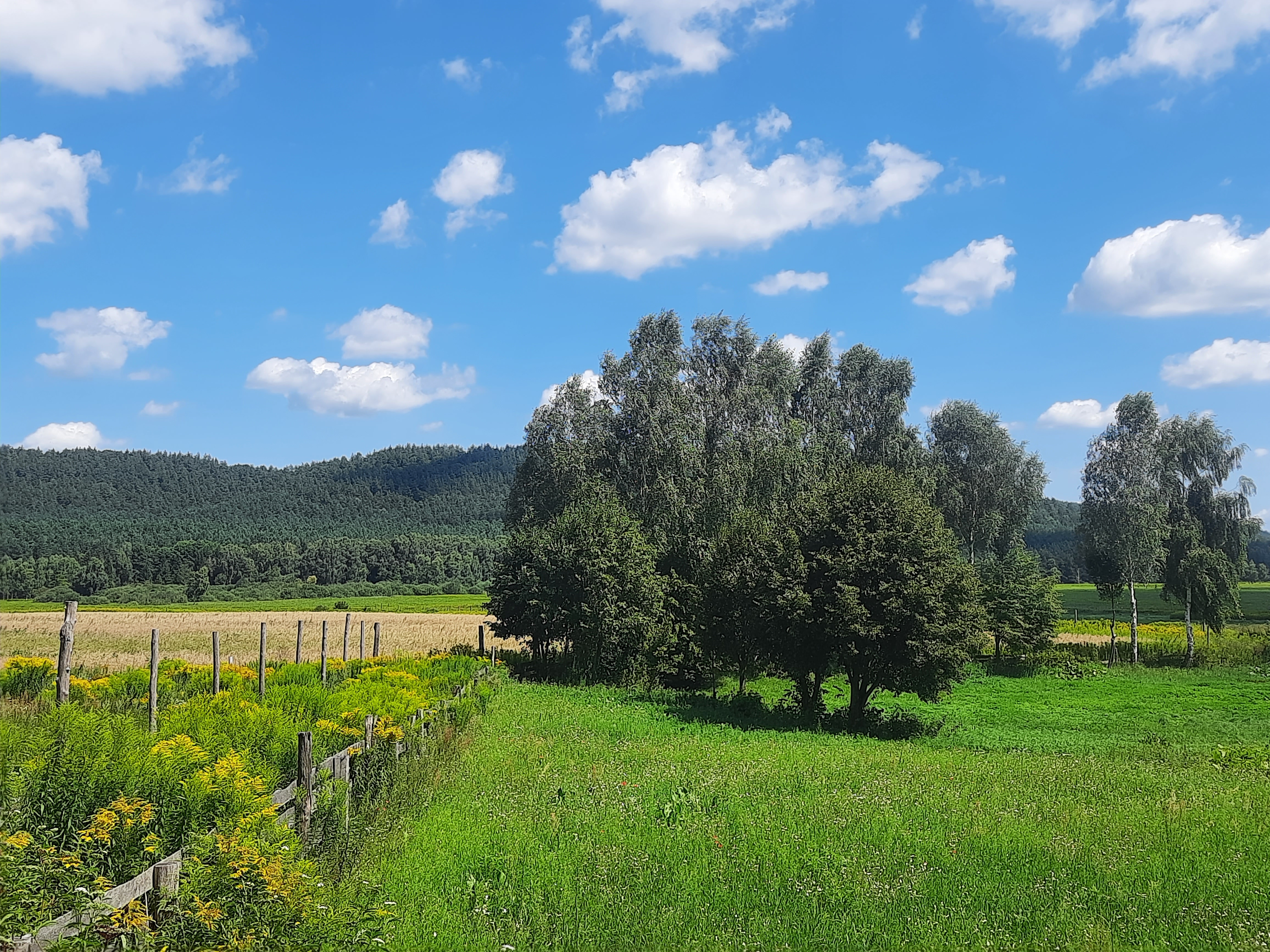
Краєвид біля села
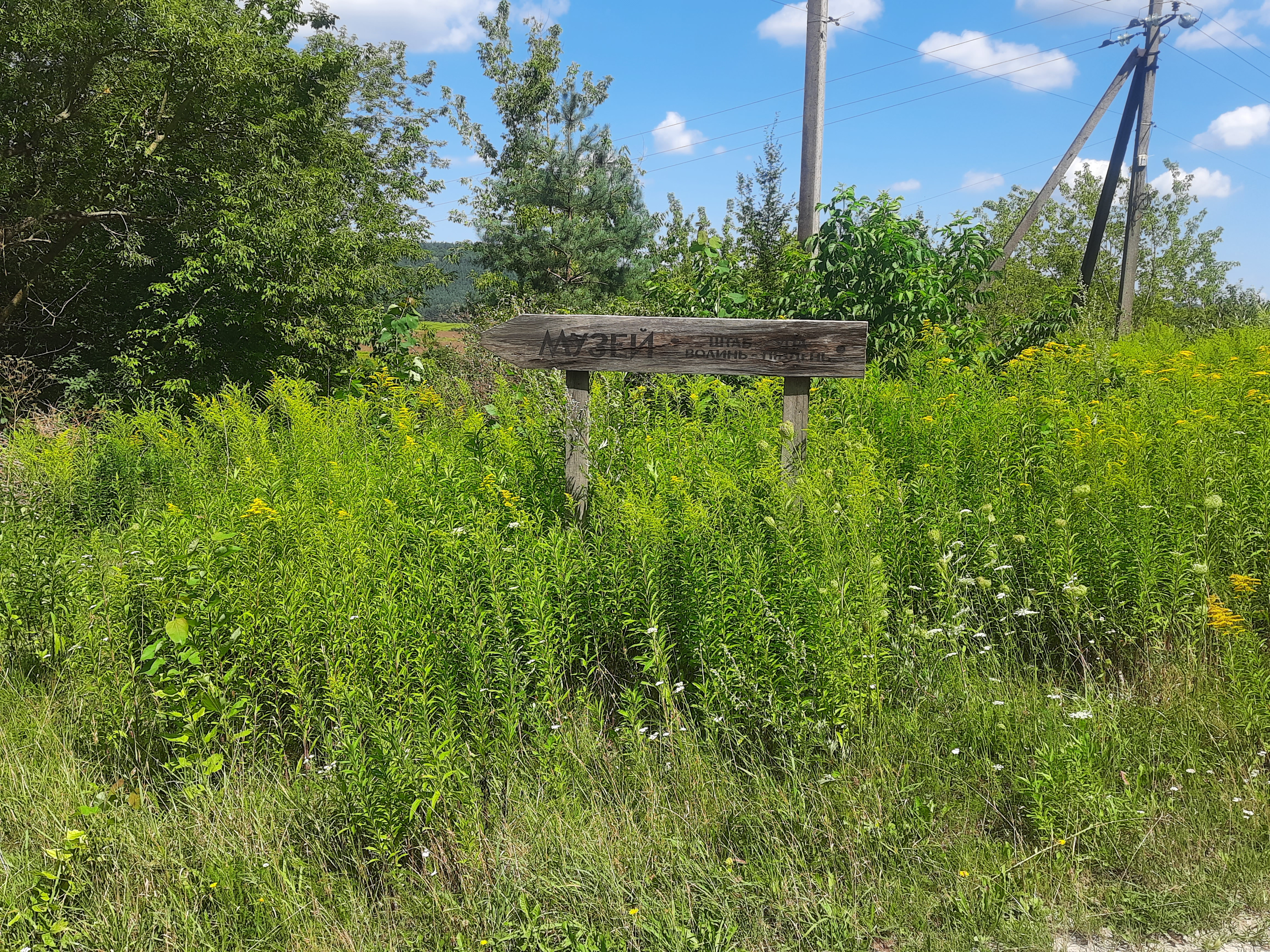
Вказівник до музею УПА